# Nepobjediva armada
Nepobjediva armada ili Španjolska armada (šp. Grande y Felicísima Armada — "Velika i najsretnija mornarica") bila je španjolska flota koja je 1588. godine trebala izvršiti invaziju na Englesku pod zapovjedništvom Alonsa Péreza de Guzmána, sedmog vojvode od Medina Sidonie.

## Ime
Usprkos općem mišljenju da je toj floti naziv "Nepobjediva armada" dao sam kralj Filip II. Španjolski, istina je da je ime poteklo od samih Engleza. Naime, Španjolci su u to doba svoju Armadu nazivali "Velikom armadom" (šp. la Gran Armada), "Engleskom armadom" (šp. la Armada de Inglaterra) ili "Engleskim poduhvatom" (šp. la empresa de Inglaterra). Ime se prvi put pojavilo u pamfletu državnog tajnika kraljice Elizabete I. Engleske, Williama Cecila, koji se pojavio nakon poraza Španjolaca i u kojem je Cecil govorio o španjolskoj floti na sarkastičan način nazivajući je španjolskom nepobjedivom flotom (en. Spanish Invencible Fleet). Ovaj naziv se isprva širio kao rugalica, međutim, kako je vrijeme prolazilo, počeo je poprimati svoje današnje značenje.

## Bitka
Kralj Filip II. Španjolski je bio oženjen kraljicom Marijom I. Engleskom i tokom toga braka držao titulu engleskog kralja. Nakon njene smrti, odnosi između Engleske i Španjolske su se naglo pogrošali zbog politike koju je vodila njena nasljednica, kraljica Elizabeta I. Cilj ove invazije je bio sprječavanje Engleske u pomaganju Ujedinjenim nizozemskim provincijama koje su tada bile dio Španjolske Nizozemske, kao i sprečavanje daljih napada engleskih gusara na španjolske posjede u Americi i galijune koji su prevozili zlato. Filip nije tolerirao Elizabetino dopuštanje toga gusarenja, a nesporazum s njom nije uspio riješiti diplomatskim putem. Kao službeni razlog za invaziju uzeo je papinsku bulu koju je izdao papa Siksto V. i koja je Elizabetu proglašavala heretikom, te pogubljenje katolkinje, zbačene škotske kraljice Marije I. U srpnju 1587. dobio je službeno dopuštenje pape da izvrši invaziju na Englesku i vrati je katoličanstvu, te da sam izabere novog engleskog monarha.
Armada je u početku imala veoma iskusnog zapovjednika, Álvara de Bazána, prvog markiza od Santa Cruza, ali on je umro u veljači 1588. godine, tako da je vojvoda od Medina Sidonie zauzeo njegovo mjesto. Flota je krenula s 22 ratna broda Španjolske kraljevske mornarice i 108 trgovačkih brodova preuređenih za borbu. Namjera je bila da flota prijeđe La Manche, usidri se u Flandriji gdje je vojvoda od Parme čekao spreman za invaziju na jugoistočnu Englesku.
Armada je postigla svoj prvi cilj i ukotvila se u Sjevernom moru nedaleko od Gravelinesa, na morskoj granici između Francuske i Španjolske Nizozemske. Dok su čekali na uspostavljanje komunikacije s vojskom vojvode od Parme, engleski ratni brodovi su osuli paljbu po španjolskim brodovima, natjerali ih da dignu sidra i napuste mjesto sastanka s vojvodom od Parme. Armada se uspjela regrupirati i povući na sjever, dok su je progonili engleski brodovi. Povratak u Španjplsku je također bio poguban — snažne oluje su flotu skrenule s kursa i više od 24 broda je nastradalo na sjevernoj i zapadnoj obali Irske, dok su preživjeli našli utočište u Škotskoj. Flota je izgubila oko pedeset plovila od početnih 22 galijujna i 108 naoružanih trgovačkih brodova.
Neupoznata s ovim porazom Španjolaca, engleska vojska je u neizvjesnosti čekala na obalama Tilburya. Elizabeta je tu održala jedan od njenih najuticajnijih govora, u kojem je, između ostalog, rekla da "zna da ima tijelo slabašne žene, ali i srce i želudac kralja, i to engleskog kralja", ali da će sama predvoditi vojsku na ratnom polju ako "Parma ili Španjolska, ili bilo koji europski princ, odluči napasti granice njenoga kraljevstva". Poraz "nepobjedive armade" je Elizabeti donio veliku popularnost i slavu u narodu. Ceremonija kojom je ona proslavljena parirala je samoj Elizabetinoj krunidbi.
Ova bitka je bila jedna od najvećih u Anglo-španjolskom ratu vođenom između 1585. i 1604. godine.

## Poveznice
- Španjolsko kolonijalno carstvo

## Vanjske poveznice
Sestrinski projekti
|  | Zajednički poslužitelj ima stranicu o temi Nepobjediva armada    |
|  | Zajednički poslužitelj ima još gradiva o temi Nepobjediva armada |